# Tomasz Chyła

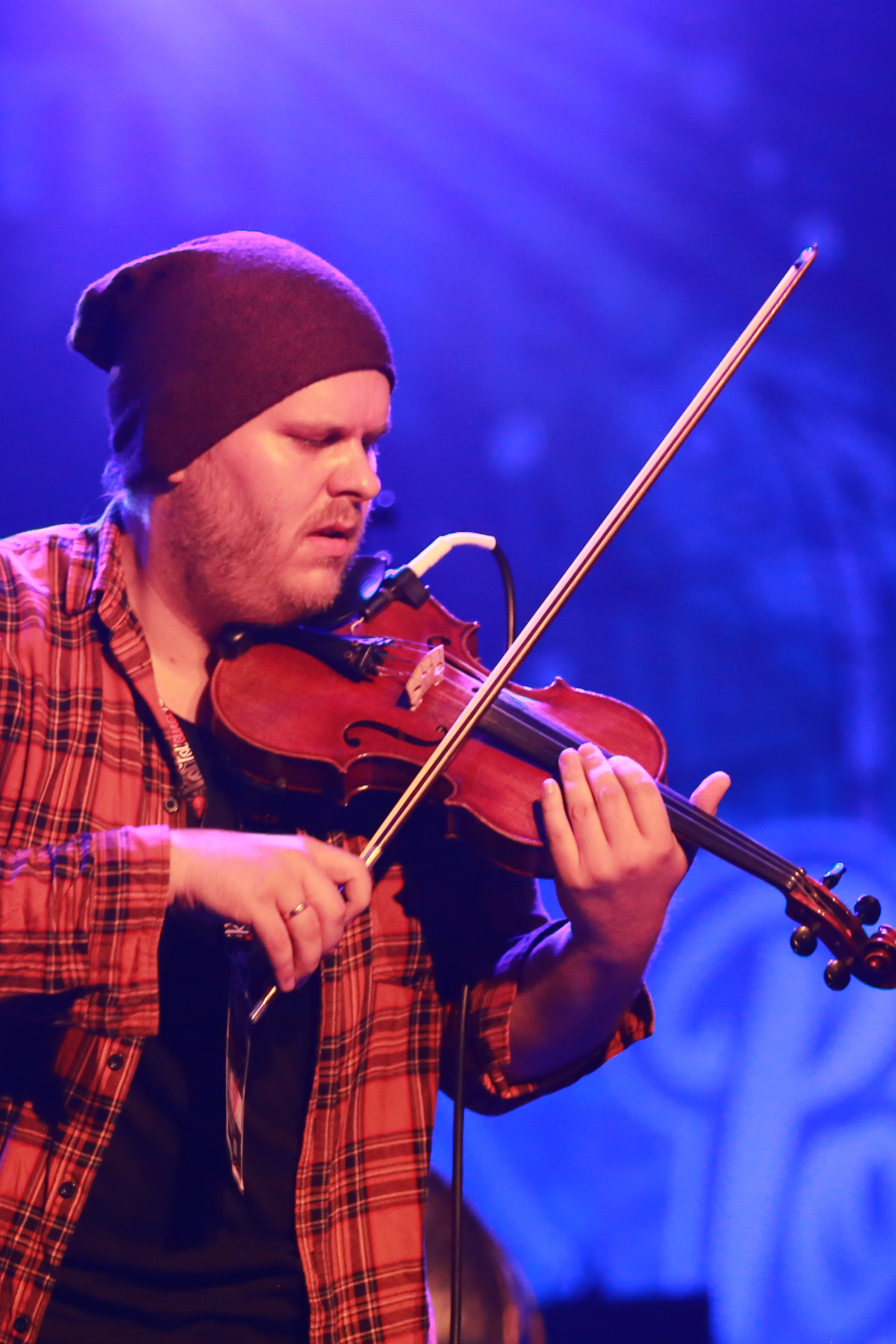
Tomasz Chyła (2018)

Tomasz Chyła (* 1989 in Strzepcz) ist ein polnischer Jazzmusiker (Geige, Komposition) und Chorleiter.

## Leben und Wirken
Chyła erhielt ab 1996 in Gdynia Keyboardunterricht. Im folgenden Jahr meldeten ihn seine Eltern an der staatlichen Musikgrundschule in Wejherowo an, wo er in die Geigenklasse aufgenommen wurde. Er wurde in klassischer Musik ausgebildet und entdeckte erst mit 19 Jahren seine Fähigkeiten zur Improvisation. Dann studierte er an der Stanisław-Moniuszko-Musikakademie in Gdańsk, wo er in Jazzgeige bei Maciej Afanasjew absolvierte und 2020 in Chorleitung bei Marek Rocławski promovierte.
Chyła leitet seit 2013 sein eigenes Quintett, mit dem er den Grand Prix beim 40. Internationalen Wettbewerb Jazz Juniors in Krakau 2016 gewann und seitdem bis 2023 fünf Alben veröffentlichte. Weiterhin hat er mit Musikern wie Logan Richardson, Eric Allen, Dominique Sanders, Leszek Możdżer und Leszek Kułakowski zusammengearbeitet.
Seit 2015 leitet Chyła den Chor Cantores Veiherovienses. Außerdem leitet er den Frauenkammerchor am J. Wybicki-Gymnasium in Koscierzyna, mit dem er am landesweiten Projekt Akademia Chóralna – Śpiewająca Polska teilnahm. 2011 war er Mitbegründer der Gesangsgruppe Art’n’Voices.
Ferner lehrt Chyła an der Musikakademie in Gdańsk.

## Preise und Auszeichnungen
Chyła wurde mehrfach bei Festivals als bester Dirigent ausgezeichnet. Mehrfach wurde er für den Fryderyk nominiert – 2018 für das Jazz-Debüt des Jahres und 2019 als Jazz-Künstler des Jahres; 2019 war sein Album Circlesongs für den Fryderyk als „bestes Jazz-Album des Jahres“ nominiert. Mit Art’n’Voices erhielt er 2021 den Fryderyk in der Kategorie „Album des Jahres: Zeitgenössische Musik“ für das Album Midnight Stories.
2018 erhielt Chyła den Preis der Stadt Danzig für junge Kulturschaffende und den Preis der Leser der Gazeta Wyborcza Trójmiasto in der Kategorie für junge Kulturschaffende. 2019 wurde er mit dem Jazz Melomani Grand Prix in der Kategorie „Jazz Hope“ ausgezeichnet.

## Diskographische Hinweise
- Tomasz Chyła Quintet: Music We Like to Dance to (Alpaka Records, 2023, mit Emil Miszk, Krzysztof Hadrych, Konrad Żołnierek, Sławek Koryzno)